# Phestilla chaetopterana
Phestilla chaetopterana — вид голозябрових молюсків родини Trinchesiidae. Описаний у 2017 році.

## Поширення
Виявлений біля узбережжя В'єтнаму.

## Опис
Дрібний молюск, до 6 мм завдовжки. Тіло світло-бежевого забарвлення, дуже сплющене, нога широка. На спині є численні відростки — церрати.

## Спосіб життя
Молюск живе у трубці поліхети Chaetopterus sp. Яйця P. chaetopterana також відкладає всередині трубки.